# Tesoro di San Marco
Il tesoro di San Marco è una raccolta di oggetti preziosi che si è formata nei secoli a corredo della basilica di San Marco. Oggi questo tesoro è costituito da 283 pezzi ed è ospitato in locali collocati tra la parte destra della basilica e il Palazzo Ducale, ed è visitabile. 
L'esposizione raccoglie quattro categorie di pezzi, ordinati secondo il periodo e la provenienza: 
1. sezione romana e alto medioevale;
2. bizantina;
3. araba;
4. veneziana o occidentale.

Gran parte di questi preziosi indicano i rapporti stretti tra Venezia e l'Oriente, e molti oggetti vengono proprio da Costantinopoli.

## Storia

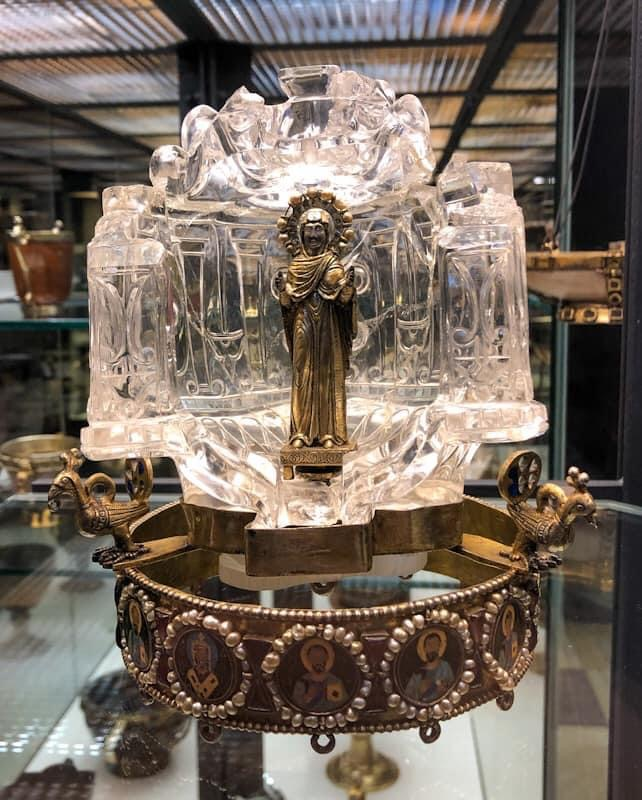
Corona votiva del sovrano Leone VI il Saggio dalla collezione bizantina del museo

I reliquiari e gli oggetti preziosi utilizzati per le funzioni liturgiche nella Basilica di San Marco erano inizialmente conservati in vari luoghi all'interno della chiesa. La creazione del tesoro sembra risalire all'inizio del XIII secolo, quando molti oggetti furono saccheggiati dai veneziani dalle chiese, dai monasteri e dai palazzi di Costantinopoli durante il sacco della città (1204) nella Quarta Crociata e inviati a Venezia come bottino di guerra dal doge Enrico Dandolo che guidava le forze veneziane. Questi oggetti furono in gran parte distrutti in un incendio nel 1231: sopravvissero solo un frammento della Vera Croce, un'ampolla contenente il Prezioso Sangue di Cristo e una reliquia di San Giovanni Battista. Tuttavia, un inventario del 1283 mostra che il tesoro era già stato ricreato a quell'epoca. La nuova collezione comprendeva opere d'arte portate a Venezia dai veneziani nel 1261, quando furono espulsi da Costantinopoli, oltre a doni di sovrani stranieri e oggetti prodotti localmente. Nel corso del tempo, la collezione incluse anche oggetti preziosi che erano stati originariamente depositati come garanzia per i prestiti del governo e poi trattenuti a seguito di inadempienze, così come oggetti depositati per sicurezza da privati e poi non reclamato.
Dopo la caduta della Repubblica di Venezia a favore di Napoleone nel 1797, i francesi ordinarono che tutti gli oggetti in metallo prezioso non utilizzati abitualmente per le funzioni religiose fossero depositati nella zecca, dove molti furono fusi per ottenere 535 chilogrammi di oro e argento. Ilfilo d'oro fu rimosso dai paramenti ricamati e le gemme preziose furono estratte dalle loro montature.
Nel 1798, durante il primo periodo di dominio austriaco di Venezia (1798-1805), gli oggetti superstiti furono restituiti all'erario e nel 1801 cinque importanti manoscritti appartenenti alla basilica furono trasferiti alla Biblioteca Marciana. Tra questi c'era il Breviario Grimani, il breviario fiammingo miniato appartenuto al cardinale Domenico Grimani. Periodicamente, durante il secondo periodo di dominazione francese (1805-1814) e nel secondo periodo di dominazione austriaca (1814-1866), gli oggetti del tesoro dovettero essere venduti al fine di raccogliere fondi per finanziare i necessari lavori di riparazione della basilica.